# Solenangis conica
Solenangis conica är en orkidéart som först beskrevs av Rudolf Schlechter, och fick sitt nu gällande namn av Lars Jonsson. Solenangis conica ingår i släktet Solenangis och familjen orkidéer. Inga underarter finns listade i Catalogue of Life.